# PAYTODAY
PAYTODAY（ペイトゥデイ）は、東京都港区に本社を置く、Dual Life Partners株式会社が提供するファクタリングサービス。

## 概要
入金待ちの請求書（売掛金）を売却して、早期に運転資金を調達する資金調達サービス。
オンライン完結型のファクタリングサービスで、手続きはすべてオンラインで完結し、面談や書面でのやり取りは不要。審査はAIで行われ、審査から入金まで最短45分で完了する。
2021年1月に本格リリースを開始し、リリース6カ月で累計の買取申込金額が10億円を突破している。

## 沿革
- 2021年1月：PayTodayのサービス提供を開始
- 2021年4月：リリース3カ月で買取総額１億円を突破
- 2021年5月：リリース4カ月で月間の買取申込金額が１億円を突破
- 2021年6月：三社間ファクタリングサービス 『Regu-pay（レグペイ）』との業務提携契約[3]
- 2021年8月：リリース 5 カ月で累計の買取申込金額が 5 億円を突破
- 2021年8月：一般社団法人Fintech協会に加盟[4]
- 2021年9月：リリース6カ月で累計の買取申込金額が10億円を突破